# Altes Rathaus (Stein)

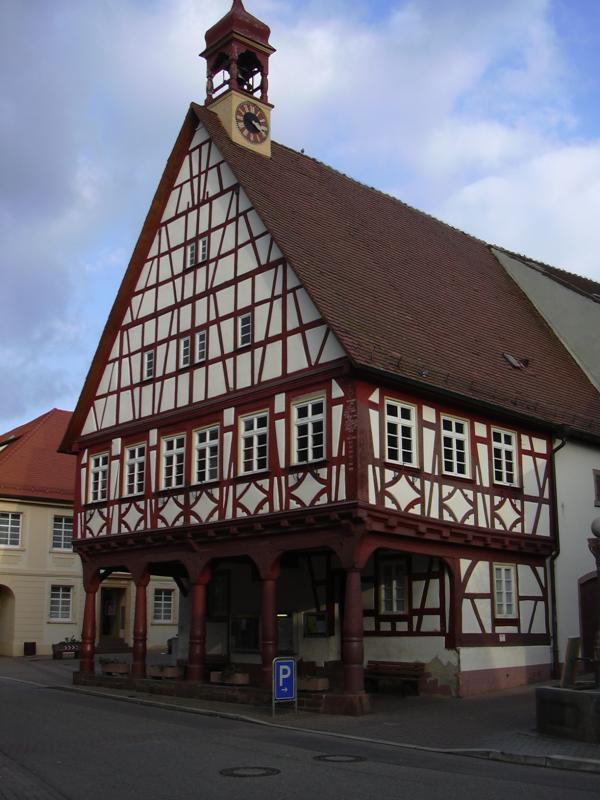
Altes Rathaus in Stein

Das Alte Rathaus in Stein, einem Ortsteil von Königsbach-Stein im Enzkreis in Baden-Württemberg, ist ein Fachwerkhaus aus dem 16. Jahrhundert. Es steht als Kulturdenkmal unter Denkmalschutz.

## Geschichte
Das Gebäude stammt aus dem 16. Jahrhundert. Es wurde 1750 unter Bürgermeister Wolfgang Adam Waag, 1921 unter August Kautz und 1950 unter Emil Hottinger saniert. Das Fachwerk des Gebäudes war vom frühen 19. Jahrhundert bis zum Jahr 1921 verputzt. Das Gebäude sollte 1871 dem Neubau eines kombinierten Schul- und Rathauses weichen. Da die Mittel der Gemeinde dann doch nur für einen Schulhausneubau gereicht haben, blieb es erhalten.

## Beschreibung
Besonders markant an dem zweistöckigen, von einem Satteldach mit Dachreiter bedeckten Fachwerkgebäude ist die offene Halle unter dem von fünf Säulen getragenen Vorsprung des ersten Obergeschosses. An einer der äußeren Säulen befindet sich ein alter Prangerstein. Im Erdgeschoss des Gebäudes waren Wachstube, Arrestlokal und ein Lagerraum der Feuerwehr eingerichtet. Im Obergeschoss befindet sich der große Bürgersaal.
Das Gebäude ist älter als das Rathaus im benachbarten Ortsteil Königsbach und hat diesem wahrscheinlich als Vorbild gedient.